# Piso 21
Piso 21 è un gruppo musicale colombiano formatosi nel 2011. È attualmente costituito dai cantanti Juan David Huertas Clavijo, Pablo Mejía Bermúdez, David Escobar Gallego e David Lorduy Hernandez.

## Storia del gruppo
Fondatosi a Medellín, sono saliti alla ribalta grazie al loro album in studio di debutto eponimo, che ha fruttato al gruppo una candidatura nella categoria Miglior artista esordiente ai Latin Grammy. Hanno conquistato risultati commerciali maggiori grazie al secondo disco Ubuntu, certificato triplo platino dalla Asociación Mexicana de Productores de Fonogramas y Videogramas e platino latino dalla Recording Industry Association of America. L'album è stato trainato dai singoli Me llamas e Déjala que vuelva, entrambi certificati diamante dalla AMPROFON, ed è stato promosso da una tournée.

## Formazione
Attuale
- Juan David Huertas Clavijo – voce
- Pablo Mejía Bermúdez – voce
- David Escobar Gallego – voce
- David Lorduy Hernandez – voce

Ex componenti
- Juan David Castaño Montoya – voce (2011-2019)

## Discografia

### Album in studio
- 2012 – Piso 21
- 2018 – Ubuntu
- 2021 – El amor en los tiempos del perreo
- 2022 – 777
- 2023 – Los muchachos
- 2024 – 2.1

### Raccolte
- 2020 – Canciones que nos marcaron

### Singoli
- 2013 – Dame tu corazón (Uh - Uh)
- 2014 – Suele suceder (feat. Nicky Jam)
- 2015 – Quítate la pena
- 2015 – Hoy (con Florencia Arenas)
- 2015 – Delicia
- 2015 – Quítate la pena
- 2016 – Me llamas
- 2017 – Besándote
- 2017 – Déjala que vuelva (feat. Manuel Turizo)
- 2017 – Tu héroe
- 2017 – Adrenalina (feat. Maikel Delacalle)
- 2018 – Te amo (con Paulo Londra)
- 2018 – Oh Child (con Robin Schulz)
- 2018 – El rehén (con Xantos)
- 2018 – Te ví (con Micro TDH)
- 2019 – Una vida para recordar (con Myke Towers)
- 2019 – Mami (con i Black Eyed Peas)
- 2019 – Pa' olvidarme de ella (con Christian Nodal)
- 2019 – Voy por ti (con Cali y el Dandee)
- 2020 – Dulcetitos (feat. Zion & Lennox)
- 2020 – Luna llena
- 2020 – Tomar distancia
- 2020 – Cuando estás tú (con Sofía Reyes)
- 2020 – Dónde estás (Remix) (con Khea)
- 2020 – Funk total: Câmera lenta (con Kevin o Chris)
- 2020 – Querida (con Feid)
- 2020 – De 0 a siempre (con Beéle)
- 2020 – Más de la una (con Maluma)
- 2021 – Doctor (con JonTheProducer, Mau y Ricky e Prince Royce)
- 2021 – Diferente (con Paula Cendejas)
- 2021 – Ojalá pudiera (con Homie!)
- 2021 – Te extraño (con Ovy on the Drums e Blessd)
- 2021 – Nadie la controla
- 2021 – De frente (con Andry Kiddos)
- 2021 – Fino licor (con Gerardo Ortíz)
- 2021 – Mató mi corazón
- 2022 – La tarea (con Mario Bautista)
- 2022 – Salvavidas (con Ñejo)
- 2022 – Equivocado (con Santa Fe Klan)
- 2022 – Los cachos (con Manuel Turizo)
- 2022 – CXO (A quién no le gusta) (con Lenny Tavárez e Chencho Corleone)
- 2022 – Que triste (con Carin Leon)
- 2022 – Sigo feliz (con Robi)
- 2023 – Sueltas
- 2023 – 14/20 (con Ryan Castro)
- 2023 – 3/21 (con Ryan Castro)
- 2023 – Déjalo en visto (con Nicky Jam)
- 2023 – Me liberé (con Gabito Ballesteros)
- 2023 – Dolido y borracho (con i Migrantes)
- 2023 – Solta-te (con Pocah)
- 2023 – En mi piel (con Fainal & Shako)
- 2024 – Bandido (con Eden Muñoz)
- 2024 – Dejarte ir (con Nath)
- 2024 – La misión (con Wisin)
- 2024 – Beber (con Wisin)
- 2024 – Mar azul (con i Clean Bandit e Jhosy)
- 2024 – Fichaje del aňo (con Ozuna)
- 2024 – Gané cuando te perdí (con SOG)
- 2025 – Volver (con Marc Anthony e Beéle)

### Collaborazioni
- 2016 – Ando buscando (Carlos Baute feat. Piso 21)
- 2018 – La llave (Pablo Alborán feat. Piso 21)
- 2020 – Rover (S1mba feat. Piso 21)